# 2e Pantserdivisie (Verenigd Koninkrijk)

Insigne van het Britse 2e Pantserdivisie

De Britse 2e Pantserdivisie (Engels: 2nd Armoured Division) was een Britse pantserformatie van het British Army.

## Geschiedenis
De panterdivisie had een korte en ongelukkige geschiedenis. De pantserdivisie werd op 15 oktober 1939 gevormd. De 1e Lichte Pantserbrigade en de 22e Zware Pantserbrigade werden toegevoegd.
In februari 1940 werd de 2e Ondersteuningsgroep toegevoegd. Doordat de 1e Pantserdivisie de voorkeur kreeg bij materieel moest de 2e Pantserdivisie doen wat er voorradig was. Nadat de dreiging van een Duitse invasie van Groot-Brittannië was geweken werd de pantserdivisie gereorganiseerd en herbewapend en ingezet in het Midden-Oosten. De 22e Zware Pantserbrigade werd ingeruild voor de 3e Pantserbrigade.
De divisie werd begin 1941 naar Cyrenaica gezonden om de communicatielijnen naar het front te bewaken. De 1e Pantserbrigade werd naar Griekenland gezonden. Toen de pantserdivisie bij het front arriveerde beval generaal Archibald Wavell de evacuatie van de geallieerde troepen.
Ongelukkigerwijs werd het overgrote deel van de 2e pantserdivisie door een tangbeweging van het Italiaanse 10e Bersaglieri Regiment, de Duitse 5e Lichte Divisie en de Duitse 15e Pantserdivisie, op 8 april 1941 krijgsgevangen genomen. Bepaalde eenheden van de 2e pantserdivisie wisten te ontsnappen en werden naar Tobroek geëvacueerd. Op 10 mei 1941 werd de pantserdivisie officieel ontbonden.

## Bevelhebbers
De 2e Pantserdivisie had tijdens zijn bestaan de volgende bevelhebbers gehad:
- 15 december 1939 – Generaal-majoor F.E. Hotblack
- 17 april 1940 – Brigadier Charles Norrie (tijdelijk)
- 10 mei 1940 – Generaal-majoor J.C. Tilly (stierf op 5 januari 1941)
- 16 januari 1941 – Brigadier H.B. Latham (tijdelijk)
- 12 februari 1941 – Generaal-majoor M.D. Gambier Parry (krijgsgevangen op 8 april 1941)

## Structuur
Tijdens de overgave op 8 april 1941 bestond de 2e Pantserdivisie uit de volgende eenheden:
- 3e Pantserbrigade
  - 5e Royal Tank Regiment
  - 6e Royal Tank Regiment
  - 1e King's Dragoon Guards
  - 3e (The King's Own) Hussars

- 3e Indische Motor Brigade( 6 april 1941 - 8 april 1941 )
  - 2e Lancers (Gardner's Horse)
  - 11e Prince Albert Victor's Own Cavalry (Frontier Force)
  - 18e King Edward's Own Cavalry

- 2e Ondersteuningsgroep
  - 1e The Tower Hamlets Rifles, The Rifle Brigade
  - 104e (Essex Yeomanry) Regiment, Royal Horse Artillery (tot 4 april 1941)
  - 102e (Northumberland Hussars) Anti-Tank Regiment, Royal Artillery